# Lecithochirium medium
Lecithochirium medium är en plattmaskart. Lecithochirium medium ingår i släktet Lecithochirium och familjen Hemiuridae. Inga underarter finns listade i Catalogue of Life.